# 木塚晴夫
木塚 晴夫（きづか はるお、1936年3月26日 - ）は、日本の英語教育者。東京理科大学名誉教授。

## 略歴
東京出身。東京都立富士高等学校卒業後、渡米。カリフォルニア大学バークレー校卒業。政治（国際関係）を専攻した。帰国後、NHK国際局にて英語ニュース解説者、その後東京理科大学助教授、教授。2002年退職し、名誉教授となる。日本時事英語学会理事などを歴任した。

## 著書
- 『時事英作文入門』ジャパンタイムズ 1980
- 『英字新聞を読む辞典』編 ジャパンタイムズ 1982
- 『動詞+名詞/英語活用表現辞典』ジャパンタイムズ 1987
- 『項目別英和現代用語辞典』ジャパンタイムズ 1988
- 『楽しく読める時事英語』編著 北星堂書店 1991
- 『新聞英語の基礎チェック』金星堂 1994
- 『動詞+名詞英語コロケーション辞典』編 ジャパンタイムズ 1995
- 『ニューストピックで学ぶ英作文』金星堂 1996
- 『ニュース英語の読み方・聴き方 改訂新版」マクミランランゲージハウス 1998
- 『英語ニュースのリスニングテスト』金星堂 1999
- 『英字新聞の読み方 第6版』編著. 北星堂書店 1999
- 『メディア英語入門 第3版」北星堂書店 1999
- 『大学生の日常生活を英語にしよう』金星堂 1999
- 『最新ニュースで学ぶ英作文』金星堂 2000
- 『英語ニュースのリスニングテスト : News listening break 2』金星堂 2001
- 『英語で紹介する日本』金星堂 2001
- 『Eメールで始める英作文』編著. 北星堂書店 2001
- 『日本人が間違えやすい英語使い分け正誤用例辞典』編. ジャパンタイムズ 2002
- 『新・世界展望』マクミランランゲージハウス 2003
- 『基本動詞で始める初級会話英作文』マクミランランゲージハウス 2005
- 『キーワードで読むnews英語』北星堂書店 2008
- 『英作文のコア表現180』編著. 音羽書房鶴見書店 2008
- 『「日本人英語」脱出ドリル ミスして覚える』マクミランランゲージハウス 2010
- 『マッチング英単語 この組み合わせがネイティブ流!』マクミランランゲージハウス 2010
- 『わかる!!「快読」ニュース英語 1駅3分集中! 通勤解速トレーニング』マクミランランゲージハウス 2011
- 『英語ならこう言う・ポイント200』編著. 音羽書房鶴見書店 2012
- 『聴ける!!〈快聴〉ニュース英語 通勤解速トレーニング 1駅3分集中!』マクミランランゲージハウス 2012

### 共編著
- 『基本米英会話小辞典』梶木隆一共著, John O.Miles 校閲. 学生社 1970
- 『英語の発想と表現演習』長谷川潔共著. 英語教育協議会 1972
- 『英語らしい英語の書き方』長谷川潔共著 ジャパンタイムズ 1977
- 『英語に強くなる口語表現』長谷川潔共著 ジャパンタイムズ 1978
- 『米英会話小辞典』梶木隆一共著 学生社 1986
- 『時事英語 世界展望 1995年度版』浅野雅巳共編著 金星堂 1995
- 『日本人学習者のための米語正誤チェック辞典』ジェームス・バーダマン共編著. マクミランランゲージハウス 1997
- 『英作文の盲点200』Roger Northridge 共著. マクミランランゲージハウス 2001
- 『基本動詞で書く口語英作文』 Roger Northridge 共著. 金星堂 2003
- 『今を表現する英文ライティング入門』 Roger Northridge 共著 金星堂 2008